# یان سومر
یان سومر (انگلیسی: Yann Sommer؛ زاده ۱۷ دسامبر ۱۹۸۸) بازیکن فوتبال اهل سوئیس است که برای باشگاه فوتبال اینترمیلان در پست دروازه‌بان بازی می‌کند.

## افتخارات

### باشگاهی
فادوتس
- لیگ چلنج فوتبال سوئیس(۱): ۰۸–۲۰۰۷[۱]
- جام فوتبال لیختن اشتاین(۱): ۰۸–۲۰۰۷

بازل
- سوپر لیگ(۴): ۱۱–۲۰۱۰، ۱۲–۲۰۱۱، ۱۳–۲۰۱۲، ۱۴–۲۰۱۳
- جام حذفی فوتبال سوئیس(۱): ۱۲–۲۰۱۱

بایرن مونیخ
- بوندسلیگا(۱): ۲۳–۲۰۲۲[۲]

اینتر میلان
- سری آ(۱): ۲۴–۲۰۲۳
- سوپر جام فوتبال ایتالیا(۱): ۲۰۲۳
- لیگ قهرمانان اروپا: ۲۵–۲۰۲۴ (نایب‌قهرمان)

### فردی
- فوتبالیست سال سوئیس(۳): ۲۰۱۶، ۲۰۱۸، ۲۰۲۱
- تیم منتخب فصل بوندسلیگا‌‌(۱): ۲۰–۲۰۱۹
- تیم منتخب فصل سری آ(۱): ۲۴–۲۰۲۳
- تیم منتخب سال سری آ(۱): ۲۰۲۴

## آمار ملی

### بازی‌های ملی
تا تاریخ ۵ ژوئن ۲۰۲۴
| تیم ملی فوتبال سوئیس | تیم ملی فوتبال سوئیس | تیم ملی فوتبال سوئیس | تیم ملی فوتبال سوئیس |
| سال                  | بازی                 | کلین شیت             | گل خورده             |
| -------------------- | -------------------- | -------------------- | -------------------- |
| ۲۰۱۲                 | ۲                    | ۰                    | ۲                    |
| ۲۰۱۳                 | ۳                    | ۳                    | ۰                    |
| ۲۰۱۴                 | ۵                    | ۳                    | ۳                    |
| ۲۰۱۵                 | ۵                    | ۱                    | ۶                    |
| ۲۰۱۶                 | ۱۰                   | ۴                    | ۹                    |
| ۲۰۱۷                 | ۸                    | ۶                    | ۴                    |
| ۲۰۱۸                 | ۱۰                   | ۲                    | ۱۱                   |
| ۲۰۱۹                 | ۱۰                   | ۵                    | ۹                    |
| ۲۰۲۰                 | ۵                    | ۰                    | ۸                    |
| ۲۰۲۱                 | ۱۴                   | ۶                    | ۱۲                   |
| ۲۰۲۲                 | ۸                    | ۱                    | ۱۴                   |
| ۲۰۲۳                 | ۷                    | ۳                    | ۹                    |
| ۲۰۲۴                 | ۷                    | ۱                    | ۵                    |
| مجموع                | ۹۴                   | ۳۵                   | ۹۲                   |